# Loerbeek
Loerbeek (Nederfrankisch: Loerbea:k) is een dorp in de gemeente Montferland, gelegen in de Nederlandse provincie Gelderland. Het dorp heeft ongeveer 345 inwoners en ligt aan de doorgaande weg van Doetinchem naar Beek. Loerbeek is bijna vastgegroeid aan het dorp Beek en de dorpen zijn in veel opzichten op elkaar aangewezen.
Loerbeek ligt nabij het natuurgebied Bergherbos. In Beek en Loerbeek zijn onder meer een camping, een midgetgolfbaan, een supermarkt, een huifkarcentrum, cafetaria's, restaurants en hotels. Ook kunnen er fietsen worden gehuurd.
Samen met Beek heeft het dorp een schutterij, een voetbalclub, een tennisclub en een carnavalsvereniging.
Een smederij die vroeger aan de Didamseweg in Loerbeek stond, werd in 1992 overgeplaatst naar het Nederlands Openluchtmuseum in Arnhem. In de kern bevinden zich nog een café en een garagebedrijf. De Loerbeekse molen bekend als de Molen van Berntsen vormt een markant herkenningspunt aan de Doetinchemseweg.